# Алфиос (канонерская лодка)
Канонерская лодка «Алфиос» — корабль греческого флота, принявший участие в греко-турецкой войне 1897 года, Балканских войнах и Первой мировой войне.

## Корабль
Канонерская лодка была построена на верфи Блэкуолл, Англия. В греческой историографии, как правило, именуется паровым барком (греч. Ατμομυοδρόμων). Корабль получил имя «Алфиос», по имени одноимённой реки. Другими кораблями данного типа были «Ахелоос», «Эвротас» и «Пиниос». В силу того, что все 4 канонерки носили имена рек, на греческом флоте за ними закрепилось имя «эскадра рек» (греч. Μοίρα ποταμών) или просто «реки» (греч. Ποταμοί), и под этим именем они упоминаются в греческой историографии.

## 1897 год
В январе 1897 года корабль был послан к острову Крит вместе с броненосцем «Идра», войсковым транспортом Микали, канонеркой «Пиниос» и другими более маленькими кораблями для защиты гонимого турками православного греческого населения острова и для оказания поддержки греческому экспедиционному корпусу полковника Тимолеона Вассоса, который высадился на острове. Ограниченная в своих действиях присутствием эскадр европейских держав и инструкциями греческого правительства, эта группа кораблей не предприняла никаких военных действий. Даже когда европейские корабли обстреливали критских повстанцев в Акротири и С. Каялес встал флагштоком вместо сбитого греческого флага (см. Критское восстание 1897—1898 годов), единственной акцией греческих кораблей стал сигнал поздравления, поднятый капитаном «Алфиоса», будущим командующим флотом в греческих победах над турками в сражении у Элли и сражении у Лемноса адмиралом Кунтуриотисом.
С началом кратковременной и «странной» греко-турецкой войны 1897 года, в апреле, «Алфиос» высадил небольшую группу добровольцев в Лептокариа, у подножия Олимпа, предпринявшую попытку поднять восстание греческого населения Македонии. 6 мая года «Алфиос» вместе с кораблём обеспечения «Канарис» арестовал австро-венгерский пароход «Минерва», перевозивший роту турецких солдат.
Корабль был выведен из состава флота в 1909 году, но был вновь введён в состав флота в 1912 году, с началом Балканских войн.

## Балканские войны
Уже не новая, канонерка была придана второстепенной западной «Ионической флотилии».
В феврале 1913 года, перед окончательной фазой сражения за Янину, командующий армии наследный принц Константин потребовал более тесной блокады албанского побережья, через которое снабжалась турецкая армия. После греческих побед над турецким флотом в сражении у Элли и сражении у Лемноса греческий флот мог позволить себе переброску на Ионическое море старого броненосца «Псара». В состав флотилии, кроме четырёх «рек», находившихся в Ионическом море с начала войны, вошли также эсминцы «Аэтос», «Логхи», «Аспис» и захваченный у турок миноносец «Никополис». Эскадре были приданы также 4 мобилизованных пассажирских пароходов, среди которых были океанские лайнеры «Афины» и «Фемистокл». Командование эскадрой принял капитан Андреас Миаулис-младший. На флагманский броненосец «Псара» был командирован из МИДа служащий для решения вопросов, которые могли возникнуть как с новым государством Албания, так и с Австро-Венгрией и Италией.
Блокаде подверглось всё побережье Эпира и Албании от Превезы до Авлона, а затем и до Диррахия.
Зона блокады была разделена на 4 сектора: Диррахий — Авлона, Авлона — северный мыс острова Керкира, пролив между Керкирой и Эпиром, южный мыс Керкиры — Превеза. Контроль первых двух, отдалённых, секторов был поручен имевшим рацию эсминцам и пассажирским лайнерам. Контроль двух последних, внутренних, секторов взяли на себя «реки», «Никополис» и малые мобилизованные суда.
Флагман «Псара» направился в Авлона, где командующий эскадрой встретился с новыми албанскими властями, которым объяснил свою задачу. 18 февраля эскадра произвела операцию ложной высадки в Агии Саранта, чтобы отвлечь османские силы из Янины. Операция повторилась 19 февраля, в день, когда началась решающая атака армии против «крепости Янины». 21 февраля турецкий гарнизон Янины сдался греческой армии.

## Первая мировая война
В октябре 1916 года все 4 «реки» были конфискованы Антантой по причине первоначального нейтралитета Греции и были переданы французам.
После вступления Греции в войну в июле 1917 года, корабли были возвращены греческому флоту в 1918 году.

## Последующие годы
По окончании Первой мировой войны корабль был передан Гидрографической службе в 1919 году для выполнения океанографических работ. В 1925 году Гидрографическая служба переименовала корабль в «Навтилос». Выведен из состава флота в 1936 году.

## Другие корабли
Наследники «Алфиоса»
- Алфиос (тральщик). Бывшее британское китобойное судно. Вошёл в состав флота в 1943 году.
- Алфиос (большой десантный корабль). Вошёл в состав флота в 1947 году.

Предшественники «Навтилоса»
- Навтилос (катер) греческой постройки. Вошёл в состав флота в 1834 году.

Наследники «Навтилоса»
- Навтилос (гидрографическое судно) греческой постройки. Вошло в состав флота в 1976 году.